# TLE2
트랜스듀신 유사 증폭자 단백질 2(Transducin-like enhancer protein 2 )는 인간에서 TLE2 유전자에 의해 암호화되는 단백질이다.

## 상호 작용
TLE2는 TLE1 및 HES1과 상호 작용하는 것으로 나타났다.